# كلوزينينة
الكلوزينينة (الاسم العلمي:Clauseninae) هي عمارة من النباتات تتبع الفصيلة السذابية من رتبة الصابونيات.

## أجناس الكلوزينينة
- المورايا